# Thomas Schendel
Thomas Schendel (* 1956 in Düsseldorf) ist ein deutscher Schauspieler sowie Regisseur, Autor und Synchronsprecher.

## Leben
Schendel erhielt seine Schauspielausbildung am Max Reinhardt Seminar in Wien und belegte ein Gesangsstudium an der Wiener Hochschule für Musik.
Erste Engagements führten ihn 1980 an das Deutsche Theater Göttingen und 1982 an die Wuppertaler Bühnen, ehe er an das Bremer Theater wechselte.
Von 1983 bis 1986 war er unter der Intendanz von Claus Peymann Ensemblemitglied am Schauspielhaus Bochum. Von 1987 bis 1993 gehörte er dem Ensemble des Schillertheaters Berlin an. Danach gastierte er zwei Jahre im Theater des Westens in Berlin. 1993/94 trat er nach nahezu zwei Jahrzehnten erneut im Rahmen der Salzburger Festspiele auf. Am Schauspielhaus Köln stand er seit 1994 auf der Bühne, ehe er 1996 für vier Jahre an das Schauspielhaus Düsseldorf ging. 2001 bis 2004 war Thomas Schendel Gast am Berliner Ensemble. 2003 bis 2005 gastierte er im Theater in der Josefstadt in Wien. 2008 verkörperte er den Alceste in Molières Der Menschenfeind an der Komödie am Kurfürstendamm Berlin. 2006 und 2013 spielte er als Gast am Renaissance-Theater Berlin, wo er 2017 in einer englischen Komödie zu sehen war.
Seit 2001 arbeitet Thomas Schendel auch als Regisseur. Er inszeniert an deutschen Theatern und regelmäßig am Schlosspark Theater in Berlin.
2015 und 2016 führte er Regie bei den Störtebeker Festspielen auf Rügen.
Dem TV-Publikum ist Thomas Schendel aus der ARD-Reihe Tatort (Rolle: Kriminalrat Heide) an der Seite von Günter Lamprecht bekannt. Eine durchgehende Serienrolle hatte er von 2008 bis 2011 in Die Stein (ARD).
2013 wurde der Kinofilm Dead von Sven Halfar, in dem Schendel eine Hauptrolle spielte, zur Berlinale eingeladen und lief dort im Wettbewerb.
Als Autor tritt er beim Schreiben von Musicals (Friss oder stirb) und Märchen in Erscheinung. Er hat als Sprecher u. a. die Hörbücher von Jim Knopf von Michael Ende vertont. Seit 2022 unterrichtet Schendel an der Filmschauspielschule Berlin.

## Regie (Auswahl)
- 2001 – "Gespenster, haufenweise" (Schauspielhaus Düsseldorf)
- 2002 – "Mensch!" (Staatsschauspiel Dresden)
- 2005 – "Marlene Moves" (Actinghouse Productions Valletta/Malta)
- 2006 – "Baby Talk", Musical (Stadttheater Wien)
- 2006 – "Die Bremer Stadtmusikanten" (Festspiele Bad Hersfeld)
- 2007 – "Marlene Moves" (Stadttheater Wien)
- 2008 – "Minna von Barnhelm" (Festspiele Bad Hersfeld)
- 2009 – "Kleine Eheverbrechen" (Stadttheater Wien)
- 2009 – "Cabaret der verlorenen Seelen", Musical (Stadttheater Wien)
- 2010 – "Die Nervensäge" (Stadttheater Wien)
- 2011 – "Der Tod und das Mädchen" (Stadttheater Wien)
- 2012 – "Ich bin nicht Rappaport" (Schlosspark Theater Berlin)
- 2013 – "Ladykillers" (Schlosspark Theater Berlin)
- 2013 – "Sonny Boys" (Schlosspark Theater Berlin)
- 2014 – "Mimi und Mozart" (Neues Theater Halle)
- 2014 – "The King’s Speech" (Schlosspark Theater Berlin)
- 2014 – "Sale" (Landestheater Salzburg)
- 2014 – "Der Lügenbaron" (Schlosspark Theater Berlin)
- 2014 – "Die Selbstanzeige" (Schlosspark Theater Berlin)
- 2014 – "Misery" (Schlosspark Theater Berlin)
- 2015 – "Das Lächeln des Barrakuda" (Schlosspark Theater Berlin)
- 2015 – "Aller Welt Feind" (Störtebeker Festspiele Rügen)
- 2015 – "Amadeus" (Schlosspark Theater Berlin)
- 2016 – "Vor Sonnenuntergang" (Schlosspark Theater Berlin)
- 2016 – "Auf Leben und Tod" (Störtebeker Festspiele Rügen)
- 2016 – "Einfach Tierisch" (Schlosspark Theater Berlin)
- 2017 – "Minna von Barnhelm" (Schlosspark Theater Berlin)
- 2017 – "Mosca und Volpone" (Schlosspark Theater Berlin)

## Filmografie
- 1993: Tatort: Berlin – beste Lage
- 1994: Tatort: Geschlossene Akten
- 1994: Ihre Exzellenz, die Botschafterin (Fernsehserie, 5 Folgen)
- 1998: Stadtklinik (Fernsehserie, 8 Folgen)
- 1999: SK-Babies (Fernsehserie, 1 Folge)
- 2001: Wolffs Revier (Fernsehserie, 1 Folge)
- 2002: Bloch – Schwarzer Staub
- 2002: Doppelter Einsatz (Fernsehserie, 1 Folge)
- 2002: SK Kölsch (Fernsehserie, 1 Folge)
- 2002: Stahlnetz – PSI
- 2003: Die Stunde der Offiziere
- 2003: Der Ermittler (Fernsehserie, 1 Folge)
- 2003: Der Mörder ist unter uns
- 2004: Bella Block: Die Freiheit der Wölfe
- 2004: Was nützt die Liebe in Gedanken
- 2005: SOKO Köln (Fernsehserie, 1 Folge)
- 2005–2013: SOKO Wismar (Fernsehserie, 2 Folgen)
- 2006: Das Duo – Der Sumpf
- 2006–2016: SOKO Leipzig (Fernsehserie, 3 Folgen)
- 2007 Der Dicke (Fernsehserie, 1 Folge)
- 2007: Einsatz in Hamburg (Fernsehserie, 1 Folge)
- 2007: Kommissar Stolberg (Fernsehserie, 1 Folge)
- 2008–2011: Die Stein (Fernsehserie, 24 Folgen)
- 2009: Küstenwache
- 2009: Wohin mit Vater?
- 2010: Masserberg
- 2011: Der Kriminalist (Fernsehserie, 1 Folge)
- 2011: Großstadtrevier (Fernsehserie, 1 Folge)
- 2011: Vater Mutter Mörder
- 2013: Alarm für Cobra 11 – Die Autobahnpolizei – Das Landei
- 2013: Das Adlon. Eine Familiensaga (Fernsehmehrteiler, eine Folge)
- 2013: Dead (Kinofilm), Berlinale 2014, Wettbewerb
- 2013: Heiter bis tödlich: Hauptstadtrevier (Fernsehserie, 1 Folge)
- 2015: Notruf Hafenkante (Fernsehserie, Folge Angst)
- 2016: Alarm für Cobra 11 – Die Autobahnpolizei – Zahltag
- 2021: SOKO Hamburg: Tod an der Alster
- 2021: Nahschuss
- 2022: Tatort: Liebeswut (Fernsehreihe)

## Hörspiele
- 2014: Robert Weber: Heinrich, Vorname Hauptfeldwebel – Regie: Giuseppe Maio (DKultur)